# Thành Fushimi
Thành Fushimi (伏見城 (Phục Kiến thành) Fushimi-jō), còn được gọi là Thành Momoyama (桃山城 (Đào Sơn Thành) Momoyama-jō) hay Thành Fushimi-Momoyama (伏見桃山城 (Phục Kiến - Đào Sơn Thành) Fushimi-Momoyama-jō), là một tòa thành ở Kyoto. Kiến trúc hiện nay là bản mô phỏng năm 1964 của mẫu nguyên gốc do Toyotomi Hideyoshi xây dựng.
Việc xây dựng tòa thành nguyên gốc bắt đầu năm 1592, một năm sau khi Hideyoshi rời khỏi vị trí Nhiếp chính quan, và hoàn thành năm 1594. Hai mươi tỉnh cung cấp nhân công cho công trình này, với số lượng khoảng 20.000 đến 30.000 người.
Mặc dù dựa trên kiến trúc quân sự tòa thành, nhưng nơi đây dự định được dành làm nơi an hưởng tuổi già của Hideyoshi, và được trang hoàng rất tráng lệ. Nó nổi tiếng với phòng trà đạo, mà tường và trần đều được vàng lá. Tòa thành dự định được làm nơi hòa đàm giữa Hideyoshi với sứ thần Trung Quốc để kết thúc Cuộc chiến bảy năm ở Triều Tiên, nhưng một trận động đất đã phá hủy hoàn toàn tòa thành chỉ hai năm sau khi hoàn thành.
Nó được xây dựng lại ngay sau đó, và được đặt dưới quyền của Torii Mototada, một chư hầu của Tokugawa Ieyasu. Năm 1600, tòa thành thất thủ trong cuộc vây hãm nổi tiếng và quan trọng của Ishida Mitsunari. Torii Mototada, trong một hành động nổi tiếng vì danh dự và lòng dũng cảm, trụ vững được 11 ngày, làm cản bước quân đội của Ishida và cho phép Tokugawa có thời gian hồi phục lại được sức mạnh. Điều đó làm ảnh hưởng sâu sắc trận Sekigahara ngay sau đó, đánh dấu chiến thắng cuối cùng của Tokugawa Ieyasu trước tất cả các địch thủ của mình.

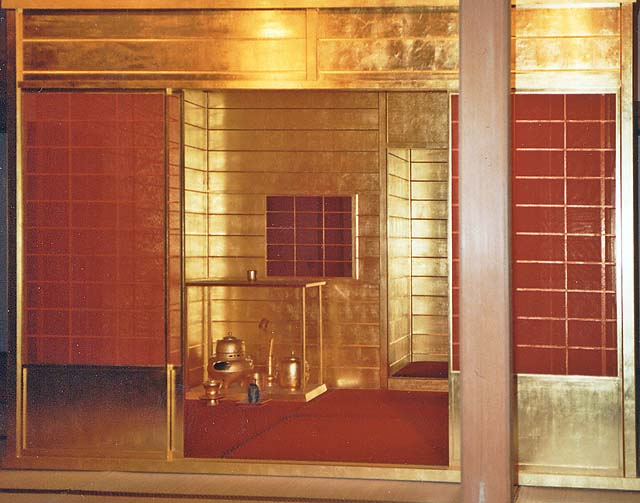
Phòng trà ở thành Fushimi

Năm 1623, tòa thành bị dỡ bỏ, và rất nhiều phòng và tòa nhả của nó được ghép vào các đền chùa và tòa thành khắp Nhật Bản. Một ngôi đền ở Kyoto, Yōgen-in (養源院) (Dưỡng Nguyên Viện), có một trần nhà nhuốm máu đã từng là sàn hành lang Thành Fushimi, nơi Torii Mototada và thuộc hạ của mình tự sát. Tòa thành không được xây dựng lại cho đến năm 1964, khi một bản sao chủ yếu bằng bê tông được tạo ra ở ngay gần đó. Công trình này được dùng để làm viện bảo tàng về cuộc đời và các chiến dịch của Toyotomi Hideyoshi, nhưng không tiếp công chúng từ năm 2003.